# Coromines (l'Esquirol)
Coromines és una masia al terme de l'Esquirol (Osona) inclosa a l'Inventari del Patrimoni Arquitectònic de Catalunya.

## Arquitectura
Masia de grans dimensions. És de planta rectangular coberta a dues vessants, la de ponent més prolongada que l'altra. En aquest sector hi ha un portal rectangular descentrat del cos de l'edificació. A tramuntana s'hi distribueixen diverses finestres i té un portal que correspon al primer pis, formant una grossa eixida davant la porta. En aquest indret cal senyalar el coll de pou. A migdia hi ha un cos de galeries sostingudes per pilars. A la part de llevant l'estructura és més complexa, cal remarcar una llinda decorada. Un mur envolta la casa amb tres portals que donen a la lliça. Al costat hi ha la masoveria. L'estat de conservació és bo. És construïda bàsicament amb pedra i arrebossada al damunt.

## Història
Casa pairal que es troba a l'antiga demarcació de St. Martí Sescorts. L'edifici fou reformat al segle xvii i xviii conferint-li l'aspecte senyorial que presenta per bé que ha estat restaurada recentment. Per bé que no la trobem registrada en els fogatges del segle xvi segurament per aquestes dades ja existia però amb un altre nom. És interessant l'anagrama d'una llinda del sector de llevant, que senyalem més amunt, el qual coincideix amb l'anagrama del mas l'Avenc, també al Collsacabra.